# Commissione Knapp
La Commissione per l’Indagine sulla Presunta Corruzione nella Polizia (Commission to Investigate Alleged Police Corruption) - nota informalmente come Commissione Knapp, dal nome del suo presidente Whitman Knapp - era un comitato di cinque membri istituito nel maggio 1970 dal sindaco di New York, John V. Lindsay, con l’obiettivo di indagare sulla corruzione e sulle cattive condotte all’interno del Dipartimento di Polizia di New York (NYPD).

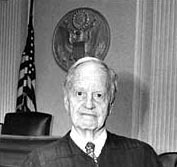
Giudice Whitman Knapp

La creazione della Commissione fu spinta principalmente dalle rivelazioni pubbliche di illeciti da parte degli agenti, denunciate dal poliziotto Frank Serpico e dal sergente David Durk. L’iniziativa di Lindsay fu inoltre sollecitata da un'inchiesta pubblicata in prima pagina dal New York Times il 25 aprile 1970, che mise in luce un vasto sistema di pagamenti illeciti a ufficiali di polizia da parte di commercianti, giocatori d’azzardo e trafficanti di droga.
Nel suo rapporto finale, la Commissione concluse che la corruzione era diffusa all’interno del NYPD e propose una serie di raccomandazioni per affrontare il problema.

## Membri
Il 21 maggio 1970, il sindaco Lindsay emanò un decreto esecutivo con cui nominava i cinque membri incaricati di far parte della Commissione Knapp:
- Whitman Knapp (presidente)
- Arnold Bauman (successivamente sostituito da John E. Sprizzo)
- Joseph Monserrat
- Franklin A. Thomas
- Cyrus Vance

## Indagini e udienze pubbliche
La Commissione Knapp avviò ufficialmente le sue indagini nel giugno 1970. Michael F. Armstrong ricopriva il ruolo di consulente legale capo della Commissione, mentre Nicholas Scoppetta era il consulente associato.
Dopo oltre un anno di testimonianze raccolte a porte chiuse, la Commissione diede inizio alle udienze pubbliche il 18 ottobre 1971. Oltre ad ascoltare gli informatori (lamplighters) Frank Serpico e David Durk, la Commissione raccolse le deposizioni dell’ex commissario di polizia Howard R. Leary, di agenti corrotti e di cittadini vittime di estorsioni da parte della polizia. Le dichiarazioni rese da questi testimoni portarono all’incriminazione penale di diversi funzionari corrotti del NYPD.
Parallelamente all'inchiesta della Commissione, il sindaco Lindsay incaricò il commissario di polizia Patrick V. Murphy di avviare una serie di riforme all’interno del dipartimento. Tra le misure adottate figuravano controlli proattivi sull’integrità degli agenti, trasferimenti su larga scala dei dirigenti, rotazioni obbligatorie negli incarichi chiave, finanziamenti adeguati per il pagamento degli informatori e un giro di vite contro i tentativi di corruzione da parte dei cittadini.
Il 15 giugno 1972, il presidente Richard M. Nixon nominò Whitman Knapp giudice federale per il Distretto Sud di New York. Tuttavia, Knapp rimase alla guida della Commissione fino alla fine dell’anno per portare a termine i lavori.

## Raccomandazioni
La Commissione Knapp pubblicò un rapporto preliminare nell’agosto 1972 e il rapporto finale nel dicembre dello stesso anno. In quest’ultimo documento, la Commissione confermò l’esistenza di una corruzione diffusa all’interno del NYPD e formulò una serie di raccomandazioni chiave:
- Rendere i comandanti responsabili delle azioni dei loro sottoposti
- Obbligare i comandanti a presentare rapporti periodici su aree particolarmente esposte al rischio di corruzione
- Istituire sedi periferiche della divisione Affari Interni in ogni distretto di polizia
- Infiltrare informatori sotto copertura in tutti i distretti
- Migliorare i criteri e i metodi di selezione e valutazione del personale
- Promuovere un cambiamento culturale tra gli agenti, incoraggiando un atteggiamento di tolleranza zero verso la corruzione
- Coinvolgere l’opinione pubblica nella lotta contro la corruzione[10]

## "Mangiaerba" e "Mangiacarne"
Nel suo rapporto sulla corruzione nella polizia, la Commissione Knapp classificò i poliziotti corrotti in due categorie: i "Mangiaerba" (Grass Eaters) e i "Mangiacarne" (Meat Eaters). Questa distinzione serviva a separare la piccola corruzione accettata passivamente sotto la pressione dei colleghi (il "mangiare erba") dalla corruzione più grave, aggressiva e premeditata (il "mangiare carne").
Il termine Mangiaerba indicava quegli agenti che "accettano mance e richiedono pagamenti di cinque, dieci o venti dollari da imprenditori, operatori di carro attrezzi, scommettitori e simili, ma senza spingersi a ricercare attivamente tali guadagni illeciti". Questo tipo di comportamento era piuttosto diffuso e veniva appreso dagli agenti sia osservando colleghi più anziani sia imitando i criminali che erano chiamati a sorvegliare e indagare quotidianamente. La Commissione concluse che il "mangiare erba" era spesso usato all’interno del NYPD come una sorta di rito d’iniziazione per dimostrare lealtà alla "fratellanza" della polizia, con il vantaggio di ottenere piccoli privilegi come incarichi extra remunerati. Una delle soluzioni suggerite per frenare la corruzione era quella di rimuovere gli agenti veterani dediti a queste pratiche, impedendo così ai nuovi assunti di apprendere e perpetuare il sistema corrotto.
Al contrario, i Mangiacarne erano quegli agenti che "dedicavano tempo ed energie a cercare attivamente situazioni da sfruttare per ottenere guadagni personali illeciti". Un esempio tipico era l’estorsione di denaro a protettori e spacciatori. La Commissione osservò che i Mangiacarne giustificavano le loro estorsioni sminuendo le vittime, considerate criminali indegni della protezione della legge.